# Friedrich von Ribbentrop

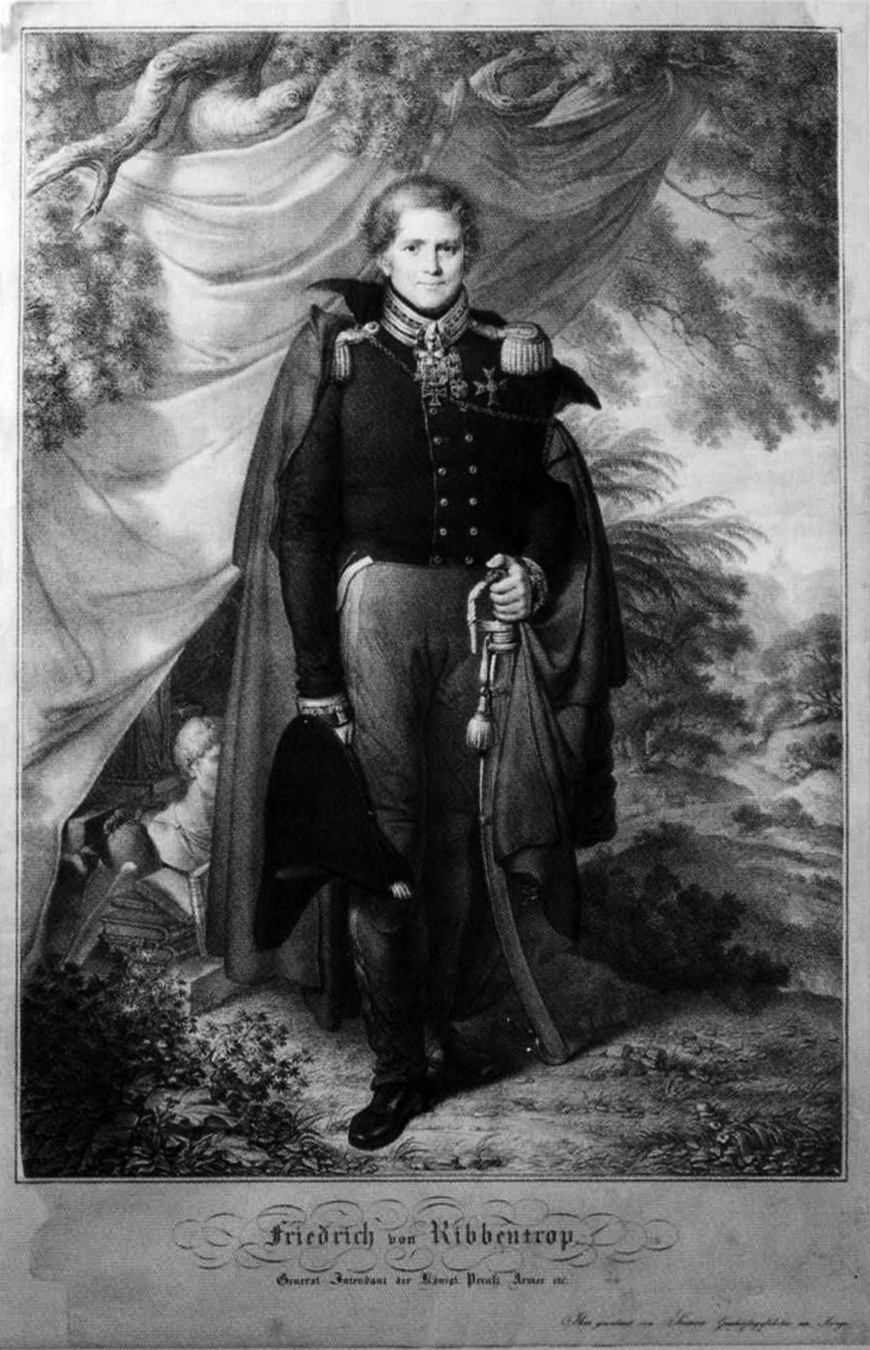
Friedrich Ribbentrop um 1815

Friedrich Wilhelm Christian Johann Ribbentrop, ab 1823 von Ribbentrop (* 6. Oktober 1768 auf Domäne Mariental; † 7. Februar 1841 in Potsdam), war Wirklicher Geheimer Rat, Verwaltungsjurist, einflussreicher Militär und Reformer der preußischen Militärverwaltung, Generalintendant der Preußischen Armee während der Befreiungskriege 1815 und ab 1835 Chefpräsident der königlich preußischen Ober-Rechnungskammer in Potsdam, Dr. iur. und Dr. phil. h. c.

## Leben
Ribbentrop wurde am 6. Oktober 1768 auf der Klosterdomäne Mariental bei Helmstedt als Sohn des herzoglich braunschweigischen Kammerrates Philip Christian Ribbentrop geboren. Seine juristische Ausbildung an der Universität Helmstedt beendete er 1787. Er trat 1788 als Referendar bei der Kriegs- und Domänenkammer in Minden in den preußischen Staatsdienst. 1790 wurde er Assessor; 1793–1806 war er bei den Kammern in Minden, Hamm und Münster (alle in Westfalen) tätig als Kammer- und Domänenrat. 1798–1800 war Ribbentrop Mitglied des Feld-Kriegskommissariats bei der sogenannten Observationsarmee unter dem Oberbefehl des Herzogs Karl Wilhelm Ferdinand von Braunschweig.
1801/02 im Feld-Kriegskommissariat des Blücherschen Korps, das das Fürstentum Münster in Besitz nahm. Aus dieser Zeit rührte eine enge Freundschaft zum Fürsten Blücher her. 1802/05 als Mitglied der Organisationskommission im Bistum Münster stand er an der Spitze der Armenpflege der Stadtgemeinde und gründete Arbeitsschulen für die arme Jugend der Stadt.
1805/06 war Ribbentrop Direktor des Feld-Kriegskommissariats bei Blüchers westfälischem Armeekorps, rettete nach der verlorenen Schlacht bei Jena und Auerstedt die preußische Kriegskasse mit einem Bestand von 965.000 Talern über die Festung Magdeburg nach Königsberg. 1808 wurde ein ständiges Generalkriegskommissariat unter der Leitung Ribbentrops errichtet, mit dem Ziel der nachhaltigen Reorganisation der militärischen Verwaltung; er trug nun den Titel „Staatsrat“. Mit Beginn der Befreiungskriege 1813–1815 trat er wieder dem Blücherschen Korps als Intendant bei. Nach der Schlacht an der Katzbach erklärte er sich eigenmächtig zum Kommandanten der im Chaos versinkenden Stadt Jauer und sorgte ohne Beistand einer militärischen Behörde für die Versorgung der Verwundeten, die Sammlung und Rückführung der Gefangenen, die Bergung der Kriegsbeute und die Wiederherstellung einer geordneten Stadtverwaltung. Sein erfolgreiches Wirken führte 1815 durch Kabinettsorder zur Berufung zum Generalintendanten der preußischen Armeen für die Dauer des Krieges. Nach der Besetzung von Paris 1815 übertrug Blücher die gesamte Verwaltung der besetzten französischen Landesteile auf Ribbentrop. Es gelang ihm, die – von Napoléon Bonaparte aus Berlin 1806 entfernte und nach Paris überführte – Quadriga des Brandenburger Tores aufzuspüren und neben anderen Kunstschätzen nach Berlin zurückzuführen. Die Rettung der Kriegskasse 1806, das Eingreifen in die Verwaltung von Jauer 1813 und die Aufspürung der Quadriga 1814 sind beispielhaft für seine entschlossene Tatkraft, die nicht auf Befehle wartete. Bezeichnenderweise war er mit den in dieser Hinsicht gleichgearteten Militärs Blücher, Scharnhorst und Gneisenau freundschaftlich eng verbunden.
Nach dem Kriege kehrte Ribbentrop in das inzwischen zum Kriegsministerium umgewandelte Generalkriegskommissariat zurück, in dem er weitere 20 Jahre tätig war. Durch die von ihm durchgesetzte Reform der Heeresverwaltung, die insbesondere die Schaffung ständiger Intendanturen bei den Armeekorps und Divisionen und die Einrichtung der Regimenter-Quartiermeister (Beamte) anstelle der rechnungsführenden Offiziere zum Inhalt hatte, schuf er Grundzüge der Militärverwaltung, die sich bis heute erhalten haben. 1835 schied Ribbentrop aus dem Kriegsministerium aus.
Er übernahm als Chefpräsident die Leitung der Preußischen Ober-Rechnungskammer in Potsdam, unter Beibehaltung seiner Stellung als Generalintendant.
Er wurde am 6. Februar 1823 in Berlin in den preußischen erblichen Adelsstand erhoben und 1838 wurde ihm die Ehrenbürgerschaft von Potsdam verliehen.

## Familie
Er zwar zweimal verheiratet. Seine erste Frau wurde am 7. April 1792 Isabella Keller (* 11. Mai 1771; † 25. Juli 1861). Das Paar wurde geschieden. Das Paar hatte aber folgende Kinder:
- Friedrich Wilhelm Franz (* 8. Juni 1803; † 7. Februar 1883), preußischer Geheimer Regierungsrat ⚭ 15. März 1828 Henriette Förster (* 24. März 1808)
- Louis (* 9. Mai 1807; † 4. Juni 1879), Oberstleutnant ⚭ 19. Juli 1850 Marie von Mach (* 17. Mai 1819; † Mai 1902), verwitwete Sommerfeld

Nach seiner Scheidung heiratete er 1825 Auguste von Schon (1800–1854). Das Paar hatte folgende Tochter:
- Marie (* 1828) ⚭ N.N. Leirens, Schriftsteller

## Mitgliedschaften
- Tugendbund zu Königsberg von 1808
- Gesetzlose Gesellschaft zu Berlin von 1809
- Christlich-Brandenburgische Tischgesellschaft 1817 bis 1917
- Johannisloge „Friedrich zur Vaterlandsliebe“ von 1817

## Werke
- Verfassung des preußischen Cantonwesens. J.A. Müller, Minden 1798.
- Feldmarschall Fürst Blücher v. Wahlstatt. Westfälischer Nationalkalender von 1806.
- Instruction für die Feld-Lazareth-Inspektoren. Königsberg 1812.
- Sammlung von Vorschriften, Anweisungen und sonstigen Aufsätzen in Beziehung auf den Dienst der Militair-Oekonomie-Beamten der Königlich-Preußischen Armee. 13 Bände, Berlin 1814–21.
- Sammlung von Vorschriften, Anweisungen und sonstigen Aufsätzen über die Bekleidung der Königlich Preußischen Armee. Berlin 1815. Digitalisat
- Archiv für die Verwaltung des Haushalts bei den europäischen Kriegsheeren. Berlin 1818.
- Einige Nachrichten über das Lagern der Truppen unter Zelten für die Intendanturen der Königlich Preußischen Armee. Berlin 1823.
- Vorschriften über den Dienst der Krankenpflege im Felde. 2 Bände, Berlin 1832.